# Tana Tidung (Regierungsbezirk)
Tana Tidung ist ein Regierungsbezirk (Kabupaten) in der indonesischen Provinz Kalimantan Utara. Mitte 2024 leben hier nahezu 30.000 Menschen. Verwaltungssitz des Bezirks ist der Ort Tideng Pale, etwa 40 km von der Küste entfernt am Fluss Sesayap gelegen.

## Geographie
Der Bezirk ist die kleinste der vier Kabupaten und belegt 5,00 Prozent der Provinzfläche. In der Region Kalimantan (sechs Provinzen) entspricht dies Rang 36 (0,66 %) von allen 47 Kabupaten (Angaben von 2024: Batas Wilayah Kabupaten 2024).

### Lage
Tana Tidung liegt im mittleren Nordosten von Kalimantan Utara. Es grenzt an alle drei anderen Kabupaten der Provinz, im Norden an Nunukan, im Western an Malinau und im Süden an Bulungan. Im Osten reicht Tana Tidung an die Celebessee und grenzt an Kota Tarakan. Der Kabupaten erstreckt sich zwischen 3° 18′ 49,83″ und 3° 47′ 45,10″ n. Br. sowie zwischen 116° 40′ 31,40″ und 117° 49′ 35,65″ ö. L.

### Verwaltungsgliederung
Administrativ untergliedert sich der Bezirk in fünf Distrikte (indonesisch Kecamatan) mit 32 Dörfern (Desa), eine weitere Untergliederung erfolgt in 120 Nachbarschaftsorganisationen (RT, indonesisch Rukun Tetangga).
| Code 1)  | Kecamatan Distrikt | Ibukota Verwaltungssitz | Fläche (km²) | Einw. Zensus 2010 2) | Volkszählung 2020 3) | Volkszählung 2020 3) | Volkszählung 2020 3) | Anzahl der Desa | Anzahl der RT |
| Code 1)  | Kecamatan Distrikt | Ibukota Verwaltungssitz | Fläche (km²) | Einw. Zensus 2010 2) | Einw. 3)             | 0Dichte 4)0          | Sex Ratio 5)         | Anzahl der Desa | Anzahl der RT |
| -------- | ------------------ | ----------------------- | ------------ | -------------------- | -------------------- | -------------------- | -------------------- | --------------- | ------------- |
| 65.04.01 | Sesayap            | Tideng Pale             | 393,92       | 8.505                | 10.489               | 26,6                 | 107,70               | 7               | 29            |
| 65.04.02 | Sesayap Hilir      | Sesayap                 | 1.879,09     | 4.563                | 7.441                | 4,0                  | 109,28               | 8               | 31            |
| 65.04.03 | Tana Lia           | Tanah Merah             | 767,09       | 2.134                | 3.337                | 4,4                  | 110,71               | 5               | 27            |
| 65.04.04 | Betayau            | Bebakung                | 578,22       | –0                   | 2.834                | 4,9                  | 123,72               | 6               | 21            |
| 65.04.05 | Muruk Rian         | Rian                    | 439,58       | –0                   | 1.483                | 3,4                  | 117,96               | 6               | 12            |
| 65.04    | Kab. Tana Tidung   | Kab. Tana Tidung        | 4.058,7      | 15.202               | 25.584               | 6,3                  | 114,49               | 32              | 120           |

## Geschichte
Der Kabupaten entstand 2007 durch Ausgliederung aus dem Kabupaten Bulungan. Ursprünglich bestand der Bezirk aus den Distrikten Sesayap, Sesayap Hilir und Tana Lia. Im Jahr 2012 kamen Betayau und Muruk Rian (mit jeweils 6 Dörfern) hinzu (Perda 10/2012).

## Demografie
Tanah Tidung ist die bevölkerungsärmste Einheit der 2. Ebene in der Provinz Timur Utara. Sie belegt 3,85 % der Provinzbevölkerung. Bezogen auf die Region Kalimantan entspricht dies dem letzten Platz aller 47 Kabupaten (0,22 % der Regionsbevölkerung). Die Bevölkerungsdichte erreicht mit 8,36 Einw. je km² zwar nicht den Provinzdurchschnitt (10,9) kann sich aber immerhin noch auf Platz 53 (von 56) in der Region platzieren (Angaben von Mitte 2024).
| Religionsverteilung 2020 |            |            |                       |
| Religion                 | Anzahl     | Anteil (%) | relig. Gebäude (2020) |
| Islam                    | 019.977    | 78,80      | 28 8)                 |
| Christen insg.           | 005.336 9) | 21,05      | 30                    |
| Davon:                   |            |            |                       |
| Protestanten             | 003.271    | ~ 600      | 28                    |
| Katholiken               | 002.065    | ~ 400      | 02                    |
|                          |            |            |                       |
| Hindus                   | 000.3      | 00,01      | 1 Vihara              |
| Buddhisten               | 00.36      | 0,14       | 1 Vihara              |

| Jahr | Gesamt- Bevölkerung | Männer | %     | Frauen | %     | Sex Ratio 5) |
| 2010 | 15.202              | 8.391  | 55,20 | 6.811  | 44,80 | 123,20       |
| 2020 | 25.584              | 13.656 | 53,38 | 11.928 | 46,62 | 114,49       |
| 2021 | 26.508              | 13.943 | 52,60 | 12.565 | 47,40 | 110,97       |
| 2022 | 27.553              | 14.446 | 52,43 | 13.107 | 47,57 | 110,22       |
| 2023 | 28.684              | 15.061 | 52,51 | 13.623 | 47,49 | 110,56       |
| 2024 | 29.291              | 15.379 | 52,50 | 13.912 | 47,50 | 110,546      |

### Soziale Daten 2020
| Merkmal                                                             | Kab. Tana Tidung | 0Prov. Kalimantan Timur0 |
| ------------------------------------------------------------------- | ---------------- | ------------------------ |
| Bevölkerung unterhalb der Armutsgrenze (Tsd.)00                     | 13,78            | 51,79                    |
| Anteil der „armen Bevölkerung“ (indonesisch Penduduk miskin) (%)000 | 01,46            | 06,80                    |
| Arbeitslosenrate (%)                                                | 04,81            | 04,97                    |
| Lebenserwartung bei der Geburt (Jahre)                              | 71,42            | 72,59                    |
| HDI-Index                                                           | 66,97            | 70,63                    |
| Analphabetenrate (in %, 15+ J.)                                     | 05,35            | 03,30                    |
| Anteil der Altersgruppen 10)                                        | 0Real0           | 00.Prozentual0           |
| Kinder (<15 J.)                                                     | 07.0360          | 027,50                   |
| arbeitsfähige Bevölkerung (15–64 J.)                                | 17.6700          | 069,07                   |
| Rentner und Pensionäre (>65 J.)                                     | 00.8780          | 003,43                   |

### Aktuelle Daten der Bevölkerungsfortschreibung

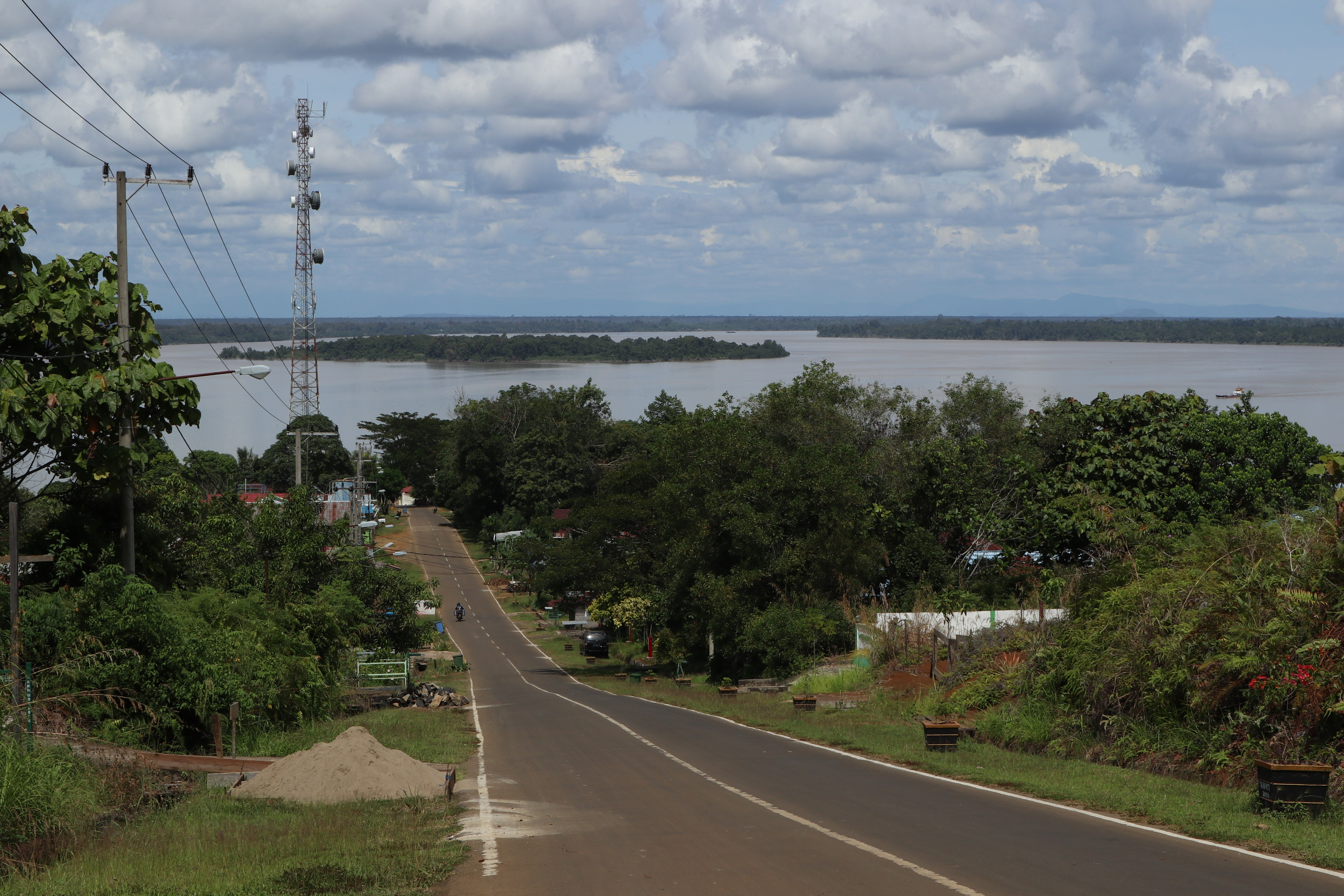
Hauptverkehrsader mit Blick zum Fluss Sesayap

Nachfolgende Tabelle gibt den Einwohnerstand nach Geschlecht vom Jahresende 2022 und 2023 sowie zur Jahresmitte 2024 wieder. Er resultiert aus den Ergebnissen der Fortschreibung durch die örtlichen Zivilregistrierungsbüros (Disdukcapil, indonesisch Dinas Kependudukan dan Pencatatan Sipil). Zu Vergleichszwecken wurden in den Spalten 2 bis 5 Daten der Volkszählung von 2020 hinzugefügt. Der aktuelle Einwohnerstand kann jederzeit in einer interaktiven Karte abgerufen werden.

| Kecamatan       | Zensus 2020 | Zensus 2020 | Zensus 2020 | Zensus 2020  | 2022                      | 2023                      | Mitte 2024 11) | Mitte 2024 11) | Mitte 2024 11) | Mitte 2024 11) | Mitte 2024 11) | Mitte 2024 11) |
| Kecamatan       | gesamt      | männlich    | weiblich    | Sex Ratio 5) | Einw. am 31. Dezember 11) | Einw. am 31. Dezember 11) | gesamt         | männlich       | weiblich       | Fläche 12)     | Dichte         | Sex Ratio 5)   |
| --------------- | ----------- | ----------- | ----------- | ------------ | ------------------------- | ------------------------- | -------------- | -------------- | -------------- | -------------- | -------------- | -------------- |
| Sesayap         | 10.489      | 5.477       | 5.012       | 109,28       | 10.968                    | 11.909                    | 12.157         | 6.320          | 5.837          | 414,05         | 29,36          | 108,27         |
| Sesayap Hilir00 | 7.441       | 4.115       | 3.326       | 123,72       | 7.328                     | 7.811                     | 7.946          | 4.178          | 3.768          | 1.550,90       | 5,12           | 110,88         |
| Tana Lia        | 3.337       | 1.806       | 1.531       | 117,96       | 3.353                     | 3.476                     | 3.506          | 1.888          | 1.618          | 514,90         | 6,81           | 116,69         |
| Betayau         | 2.834       | 1.489       | 1.345       | 110,71       | 3.160                     | 3.673                     | 3.834          | 2.038          | 1.796          | 578,71         | 6,63           | 113,47         |
| Muruk Rian      | 1.483       | 769         | 714         | 107,70       | 1.699                     | 1.815                     | 1.848          | 955            | 893            | 445,77         | 4,15           | 106,94         |
| Tana Tidung     | 25.584      | 13.656      | 11.928      | 114,49       | 26.508                    | 83.494                    | 84.608         | 43.542         | 41.066         | 3504,33        | 24,14          | 106,03         |